# 中华人民共和国体育兴奋剂问题
中華人民共和國運動禁藥問題，介绍中华人民共和国体育行业使用违禁药物之案件历史，以及中华人民共和国政府在反運動禁藥方面的举措。

## 历史
1980年代起，中华人民共和国政府开始进行反兴奋剂检测项目。2009年，美国生物伦理学家麦克斯韦·J·梅尔曼在《完美的代价》一书中指出，“实际上，中国已经取代了东德，成为西方国家指控体育兴奋剂问题的最大目标”:134。
1990－1998年，共28名中国游泳运动员的兴奋剂检测呈阳性。1994年，奥运长跑冠军王军霞带领全队女子运动员退队，爆发馬家軍興奮劑事件。1990年至1998年之间，有28名中国游泳运动员的禁藥檢測呈阳性，几乎占當時使用禁藥的世界運動員总数的一半。在1994年底的广岛亚运会上，七名中國游泳运动员的类固醇檢測呈阳性。1994年亚洲运动会上，国际奥委会医学委员会主席亚历山大德梅罗德（Alexandre de Mérode）公开指控中国国家游泳队运动员服用兴奋剂，并对中华人民共和国政府反兴奋剂成效提出质疑。该事件导致中国游泳队在1996年亚特兰大奥运会上受到冲击，仅获得1枚金牌。1995年3月，中华人民共和国体育运动委员会颁布《禁止在体育运动中使用兴奋剂的暂行规定》，宣布将采取措施以提升该国兴奋剂检测力度。
2008年北京奥运会中，中国舉重隊包括劉春紅在內的三名女子選手被揭發使用禁藥并褫夺金牌。
2016年里约奥运会女子100米蝶泳决赛，陈欣怡以56秒72获得第四，创造了个人最好成绩。但是随后，国际体育仲裁法庭认定陈欣怡尿样呈阳性，决定取消陈欣怡里约奥运会资格。在2016年末，国际泳联公布了对陈欣怡禁赛2年（2016年8月11日至2018年8月10日）的处罚。而中国泳协对陈欣怡涉药追加处罚，教练员金炜禁赛两年，终身不得进入任何国家队，各地方体育局不得聘用。
2020年2月28日，国际体育仲裁法庭（CAS）认定游泳选手孙杨在2018年9月4日的一次飞行药检中构成“干预兴奋剂管控”之行为，推翻FINA興奮劑小組原先的無罪裁决，加上孫楊有服用興奮劑的前科，故判决孙杨禁赛8年。但由于有争议的检测之前和之后的测试结果均为阴性，故不认定孙杨存在服用禁药行为，其之前取得的成绩与奖牌仍然有效。孙杨方不满此判决，并决定上诉至瑞士联邦最高法院。2020年12月，瑞士联邦最高法院支持孙杨的上诉，撤销CAS的8年禁赛裁决，将此案发回重审。2021年6月，CAS经二次听证会后宣布，孙杨禁赛期减至4年3个月。
2020年12月26日，经第十三届全国人大常委会第二十四次会议通过，同日公布，自2021年3月1日起施行的《中华人民共和国刑法修正案（十一）》明确将组织、强迫运动员使用兴奋剂入刑，内容包括：“引诱、教唆、欺骗运动员使用兴奋剂参加国内、国际重大体育竞赛，或者明知运动员参加上述竞赛而向其提供兴奋剂，情节严重的，处三年以下有期徒刑或者拘役，并处罚金。”及“组织、强迫运动员使用兴奋剂参加国内、国际重大体育竞赛的，依照前款的规定从重处罚。”。
2024年4月20日，纽约时报和德國公共廣播聯盟共同披露称，23名中国游泳运动员于2021年1月初在河北省石家庄市进行的中国游泳争霸赛期间被查出曲美他嗪呈阳性，中国反兴奋剂机构因应当时的疫情，于2021年3月才检测该赛事期间采集的药检样本，其后认定曲美他嗪来源于选手入住酒店的厨房内，选手在不知情的情况下摄入微量禁药。中方又認定受污染的物質為來自澳洲的牛肉。最终中国反兴奋剂机构未对阳性选手采取包括停赛、取消成绩等在内的任何处罚措施，23名阳性选手当中有部分在后来入选2020东京奥运参赛名单，个别选手甚至赢得奖牌。世界反興奮劑組織採納了中方的說法，但澳洲方面駁斥了中方的說法。
消息披露后，世界反禁药组织发表声明证实存在此事，称中国方面于2021年6月向上报相关情况，世界反禁药组织随后进行独立专家审查，收集曲美他嗪相关科研信息，并研究低剂量曲美他嗪是否能提升竞技成绩，最终该组织认定没有具体根据去挑战中国反兴奋剂机构针对此事的结论。国际奥林匹克委员会主席托马斯·巴赫在同月月底就此事回应称，国际奥委会对于世界反禁药组织和相关规定充满信心，该组织遵守了他们的规定，如果一切是按照程序来进行，这些选手没有理由不参与比赛。
2021年6月，中国游泳协会公布了该国参加东京奥运的游泳选手名单，名单当中约三分之一的选手曾在2021年国内争霸赛期间药检呈阳性反应。
2024年6月25日，美国游泳运动员迈克尔·菲尔普斯和艾莉森·施米特在參加美国国会的聽證會時表示，他们已经对世界反兴奋剂组织失去了信心，因為該機構沒能懲罰服用禁藥的運動員。艾莉森·施米特表示，她是2020年东京奥运会4×200米自由泳接力赛的亞軍，而中国队是冠軍，她認為這一成績可能受到兴奋剂影响，她對此感到非常不安。另外美國打算獨自調查中國禁藥問題，結果引發國際奧委會嚴重不滿。
2024年9月12日，瑞士独立检察官在其最终审查报告里确认，世界反兴奋剂机构对中国游泳运动员污染事件的处理没有偏颇。